# Boquerones en vinagre

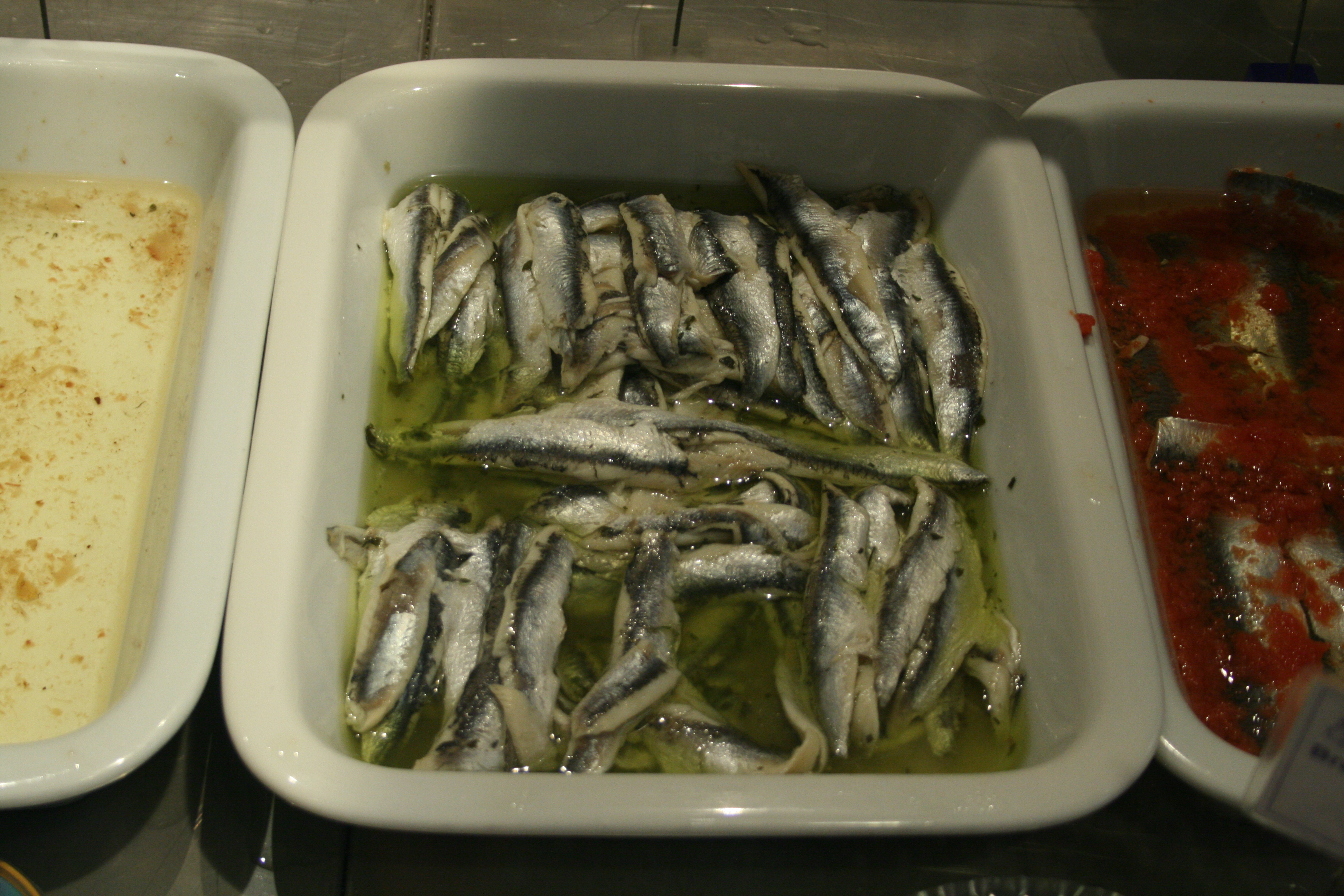
Boquerones en vinagre, listos para ser servidos.

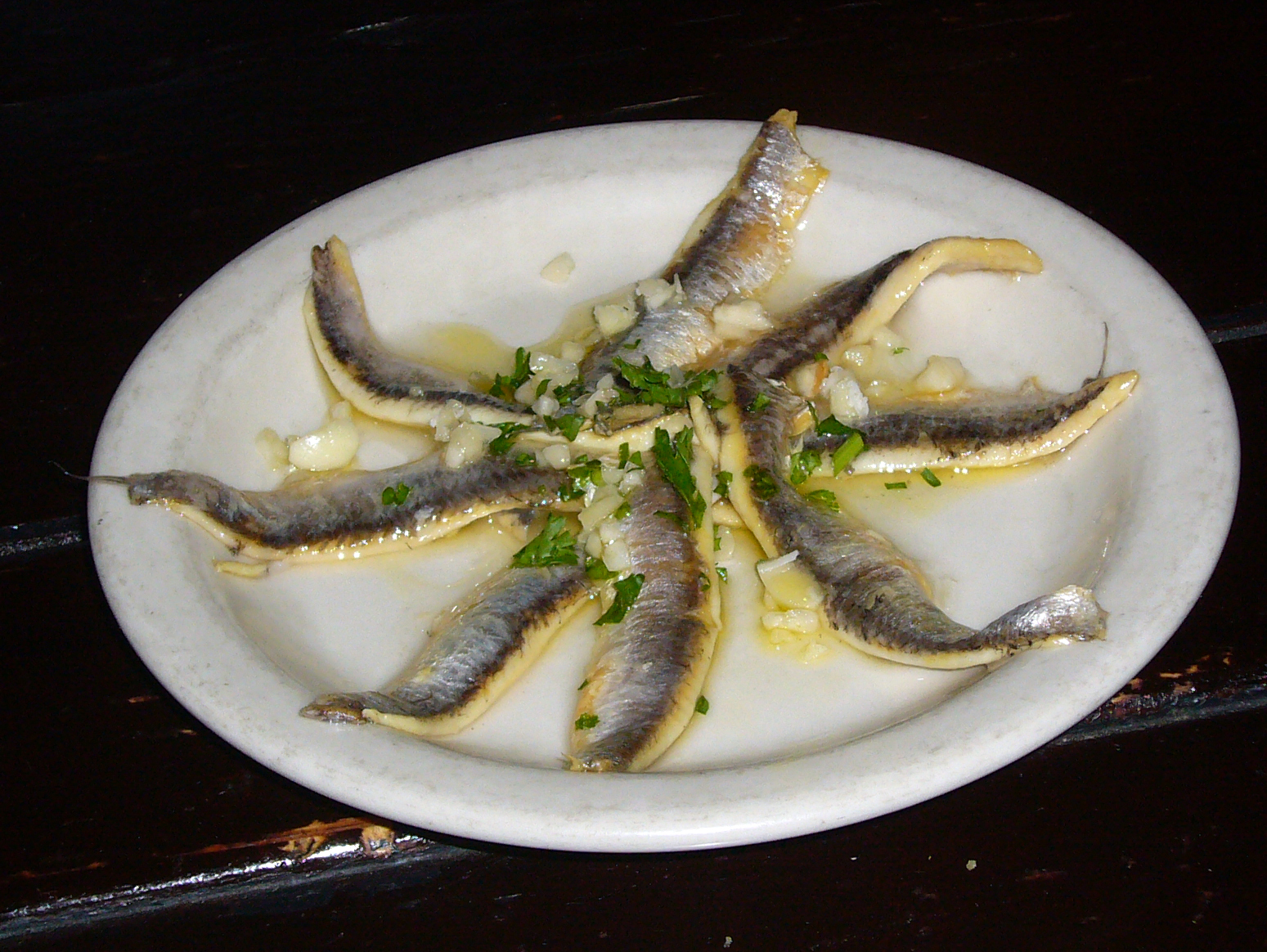
Tapas.

Los boquerones en vinagre o bocartes en vinagre son una especie de aperitivo o tapa en España en el que su principal ingrediente son los boquerones, un pez de pequeñas dimensiones (20 cm) cuyos lomos han sido previamente marinados en vinagre y en abundante ajo y perejil. Suele servirse con bebidas como cervezas o refrescos, en raras ocasiones con vino debido a que al ser un alimento en vinagre interacciona mal dentro de la boca, haciendo mal maridaje.

## Características y presentación

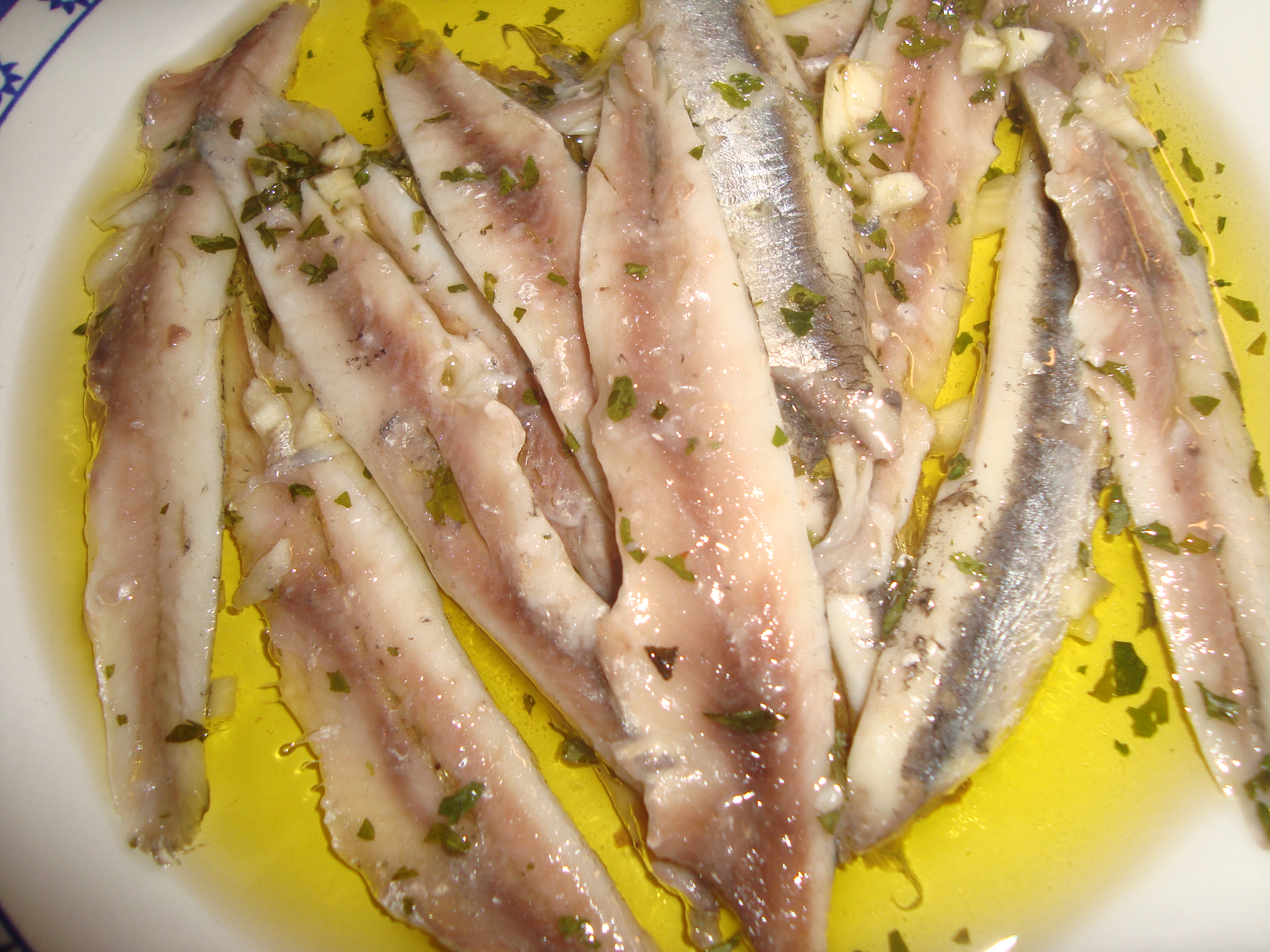
Boquerones curados en vinagre (Castellón, Comunidad Valenciana)

Se emplean en su elaboración los lomos limpios del boquerón que tienen inicialmente una carne de aspecto marrón, destacan los reflejos plateados de su piel exterior y se ponen sumergidos en una bandeja (de cristal, nunca de metal ya que sería atacada por el ácido acético del vinagre) con sal, agua y vinagre 3 horas en aguasal y 6 horas en vinagre aproximadamente en un lugar fresco. Los lomos del boquerón, antes marrones, se irán poniendo blancos a medida que el vinagre vaya haciendo su efecto. Tras esta operación y una vez escurrido el líquido se adornan con abundante ajo picado, aceite de oliva y perejil, se sirven generalmente fríos con una cerveza (no se aconseja vino ya que la ingesta de vinagre interacciona mal con el vino).
Se trata de un aperitivo muy típico en España, especialmente en los meses más calurosos y que puede verse en bandejas de los mostradores de numerosos bares y restaurantes. Se sirve la ración frecuentemente decorada con encurtidos: alcaparras o aceitunas y se acompaña de chips de patata todo ello en un plato amplio. Se comercializa en España en las grandes superficies en tarrinas de plástico de diferentes tamaños a las que hay que añadir solo el ajo y el perejil.

## Riesgos para la salud

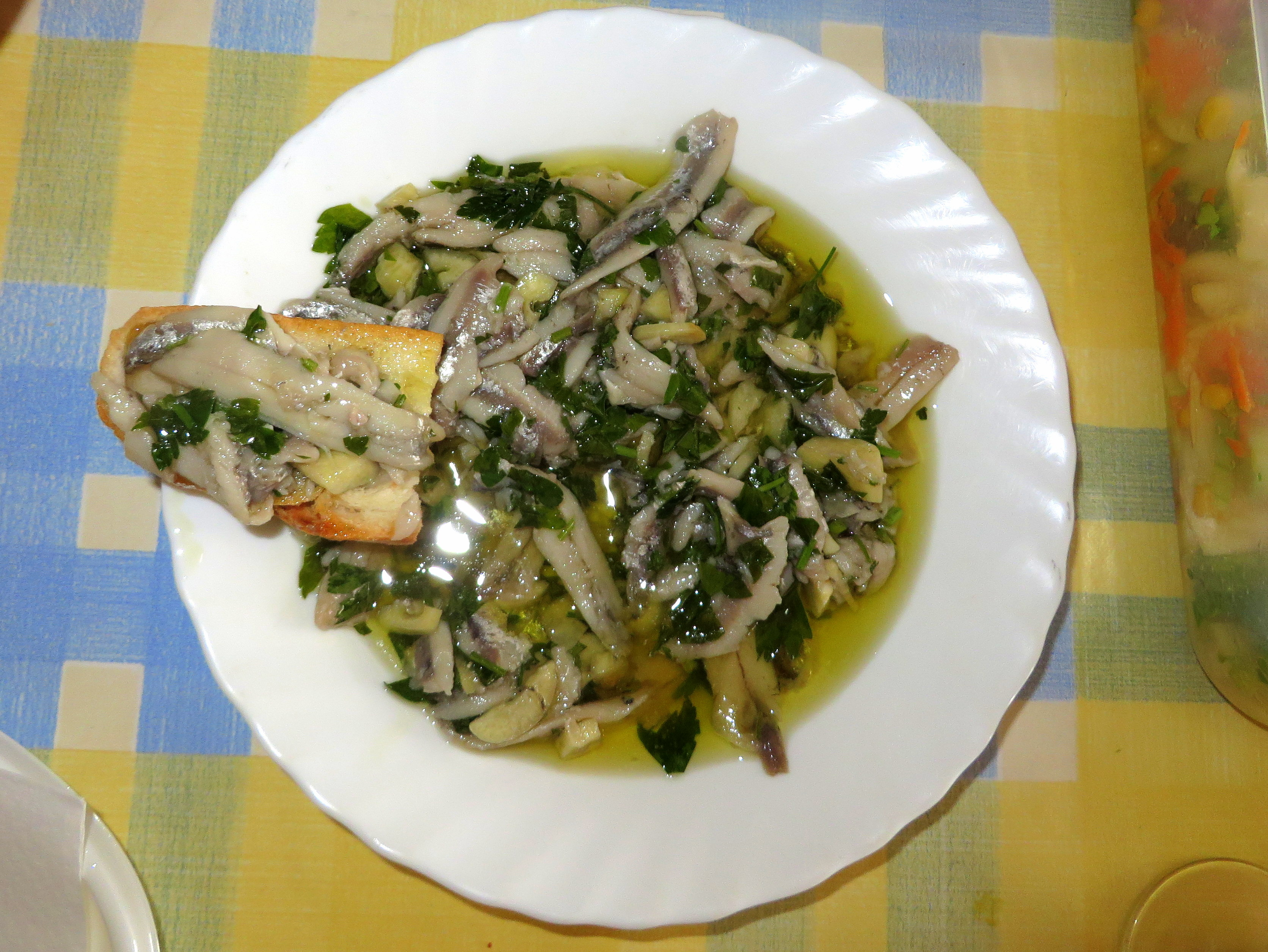
Boquerones en vinagre, Murcia

El anisakis (nematodo parásito) no se elimina con el marinado en vinagre. Para evitarlo, se debe congelar el pescado (sin vísceras, ni cabeza) durante 48 horas (se aconseja oficialmente -20 °C durante 48 horas, dos días) antes de realizar el preparado de boquerones en vinagre. Si se emplea boquerón envasado, conviene que el etiquetado indique que se ha realizado dicho proceso.